# Sabrina Lang (Fußballspielerin)
Sabrina Lang (* 28. Juni 1989 in Nürnberg) ist eine deutsche Fußballspielerin.

## Karriere
Lang startete ihre Karriere in der Jugend des 1. FC Nürnberg, wo sie im Sommer 2008 in die zweite Mannschaft aufrückte. Im Sommer 2010 verließ Lang den 1. FC Nürnberg und wechselte in die 2. Fußball-Bundesliga Süd zum SC Sand. In Sand spielte sie in den folgenden drei Jahren in 25 Spielen, wurde jedoch zu Saisonbeginn 2013/14 in die zweite Mannschaft degradiert. Dort wurde Lang in der Baden-Württemberg Oberliga Stammtorhüterin und trainierte in der Torwartschule Ortenau. Zu Beginn der Saison 2014/15, rückte Lang als dritte Torhüterin in das Frauen-Bundesliga Team des SC Sand.
Am 7. Dezember 2014 feierte Lang mit 25 Jahren ihr Frauen-Bundesliga Debüt für den SC Sand, als sie in der 8. Minute für die verletzte Mallori Lofton-Malachi gegen den FF USV Jena eingewechselt wurde.